# Вілямова
Вілямова (пол. Wilamowa, нім. Alt Wilmsdorf) — село в Польщі, у гміні Пачкув Ниського повіту Опольського воєводства.
Населення — 339 осіб (2011).
У 1975-1998 роках село належало до Опольського воєводства.

## Демографія
Демографічна структура станом на 31 березня 2011 року:
|          | Загалом | Допрацездатний вік | Працездатний вік | Постпрацездатний вік |
| -------- | ------- | ------------------ | ---------------- | -------------------- |
| Чоловіки | 171     | 33                 | 120              | 18                   |
| Жінки    | 168     | 33                 | 90               | 45                   |
| Разом    | 339     | 66                 | 210              | 63                   |